# Tulipa fosteriana
Tulipa fosteriana es una especie de planta de la familia de los lirios. T. fosteriana proviene de Asia central y occidental (Afganistán, Tayikistán). En Europa se cultiva como planta ornamental desde el siglo XVI. 
En la actualidad, la forma típica de cultivo silvestre de este tulipán es de manera híbrida. Los jardineros, para obtener nuevas variedades, cruzaron varias especies de tulipanes. Los derivados del tulipán Foster por los jardineros pertenecen al grupo 13 de tulipanes y se denominan tulipanes híbridos Foster (Tulipa fosteriana hybr).